# Doublast (minialbum)
Doublast – drugi minialbum południowokoreańskiej grupy Kep1er, wydany 20 czerwca 2022 roku przez wytwórnię Wake One Entertainment. Płytę promował singel „Up!”.

## Lista utworów
| CD | CD           | CD                  | CD                                                                               | CD                                        | CD      |
| Nr | Tytuł utworu | Tekst               | Kompozycja                                                                       | Aranżacja                                 | Długość |
| -- | ------------ | ------------------- | -------------------------------------------------------------------------------- | ----------------------------------------- | ------- |
| 1. | „Up!”        | Jinli (Full8loom)   | Glory Face (Full8loom), Jinli (Full8loom)                                        | Glory Face (Full8loom), Harry (Full8loom) | 3:12    |
| 2. | „Le Voya9e”  | Whyminsu            | Whyminsu                                                                         | Whyminsu                                  | 3:36    |
| 3. | „Attention”  | Wwwave (PaperMaker) | Tenzo, Samuel Ku, Chloe Latimer, Pippa Glenn, Josh McClelland, Qudo (PaperMaker) | Tenzo, Samuel Ku, Qudo (PaperMaker)       | 3:21    |
| 4. | „Good Night” | Jinli (Full8loom)   | Glory Face (Full8loom), Jinli (Full8loom)                                        | Glory Face (Full8loom), Yuka              | 3:08    |
| 5. | „Rewind”     | Lee Seu-ran         | Moof (153/Joombas), JJ Evans (153/Joombas), Ashley Alisha (153/Joombas)          | Moof (153/Joombas)                        | 3:49    |

## Notowania
| Lista                                             | Pozycja |
| ------------------------------------------------- | ------- |
| South Korean Albums (Circle)                      | 2       |
| Finnish Physical Albums (Suomen virallinen lista) | 7       |
| Japanese Albums (Oricon)                          | 9       |
| Japanese Hot Albums (Billboard Japan)             | 24      |

## Nagrody w programach muzycznych
| Program           | Data         | Źródło |
| ----------------- | ------------ | ------ |
| Music Bank (KBS2) | 1 lipca 2022 | [ 6 ]  |

## Sprzedaż
| Kraj             | Sprzedaż |
| ---------------- | -------- |
| Korea Południowa | 318 727  |
| Japonia          | 18 359   |